# 岡山和裕
岡山和裕（おかやま かずひろ、1969年7月7日 - ）は日本の中央銀行家。日本銀行仙台支店長。

## 来歴
兵庫県出身。ラ・サール高等学校、東京大学法学部第2類（公法コース）卒業。「金融、経済の実体、中身に触れたい」との思いで1992年 日本銀行入行（業務局（統括））。決算機構局業務継続企画課長、情報サービス局総務課長などを経て、2018年4月16日 前橋支店長。2020年9月7日 検査室検査役。2021年7月26日 業務局参事役。2023年4月24日 仙台支店長。

## 略歴
- 1992年4月：日本銀行入行（業務局（統括））[1]。
- 2004年5月：経営企画室調査役。
- 2004年7月：日本銀行政策委員会室企画役。
- 2007年7月：金融機構局企画役。
- 2011年7月：総務人事局企画役。
- 2013年6月：業務局統括課長。
- 2015年5月：決算機構局業務継続企画課長。
- 2016年5月：情報サービス局総務課長。
- 2018年4月16日：前橋支店長。
- 2020年9月7日：検査室検査役。
- 2021年7月26日：業務局参事役。
- 2023年4月24日：仙台支店長[4]。